# Feketelábú macska
A feketelábú macska (Felis nigripes) a ragadozók (Carnivora) rendjébe, azon belül a macskafélék (Felidae) családjába tartozó faj.

## Felépítése
A feketelábú macska a legkisebb termetű macskaféle. Testhossza 30–40 cm, bundája homokszínű. Lábain, farkán és mellkasán fekete foltok vannak. Nevét fekete talpáról kapta. A hímek testhossza általában 37-39 centiméter, a farkuk 8-20 centi hosszú, súlyuk 1,5-2,4 kilogramm. A nőstények valamivel kisebbek, testük 35-40 centiméter, viszont a farkuk hosszabb, 13-18 centiméteres is lehet, 1-1,6 kilogramm.

## Elterjedése
Angola, Botswana, a Dél-afrikai Köztársaság, Namíbia, Zimbabwe területén honos. Legfőbb élőhelye a Kalahári.

## Alfajok
- Felis nigripes nigripes
- Felis nigripes thomasi

## Életmódja
Rágcsálókkal, kisebb madarakkal, rovarokkal és pókokkal táplálkozik.

## Ökológiája és viselkedése
A feketelábú macskák magányos, éjszakai állatok, így ritkán láthatóak. Nappal, sűrűn fedett üres üregekben  pihennek, például sündisznó lyukakban vagy üreges termesz halmokban. Naplemente után indulnak vadászni. Jellemző rájuk a territoriális viselkedés. Amikor sarokba szorítják őket, ismeretes, hogy vadul védik magukat.

### Szaporodás
A vemhesség időtartama 63-68 nap. Egy alom általában két, de egytől- négy kismacskából is állhat.